# Никитин, Василий Петрович (электротехник)
Василий Петрович Никитин (2 [14] августа 1893, Санкт-Петербург — 16 марта 1956, Москва) — русский советский учёный в области электротехники, сварки и электромеханики. Доктор технических наук, профессор. Академик АН СССР (1939).

## Биография
Василий Петрович Никитин родился 2 (14) августа 1893 г. в Петербурге в семье ремесленника. Отец — Никитин Петр Тимофеевич, по происхождению из крепостных крестьян Тверской губернии, в Петербурге был простым рабочим-ремесленником. Мать — Никитина Елена Федоровна, дочь паровозного машиниста.
Начальное образование Василий Никитин получил сначала в городском начальном 3-х классном училище, затем в Владимирском (называемом по находящейся рядом церкви) городском четырёхклассном училище в Петербурге. После его окончания, по настоянию деда (который работал машинистом на железной дороге) и на его средства, учился в Петербургском техническом училище (1909). Одновременно с учёбой, Никитин с 15-летнего возраста начал работать (1908—1910) помощником слесаря, а затем, слесарем по ремонту паровозов в железнодорожных мастерских Николаевской железной дороги в Петербурге.
Высшее образование В. П. Никитин получил на электромеханическом факультете Петербургского политехнического института, который окончил в 1914 г. со званием — инженера-электрика.
Будучи студентом В. П. Никитин работал техником в Конструкторско-строительном бюро (1910—1912 гг.), а затем в 1912—1918 гг. — инженером-конструктором Балтийского судостроительного и механического завода в Петербурге (Петрограде). В конце 1913 г. — начале 1914 г. В. П. Никитин был командирован для получения практических знаний в области электромеханики сначала в российские отделения электротехнических заводов: «Вольта», «Сименс-Шуккерт» и «ВЭК» («Всеобщая электрическая компания»), а затем посетил заводы этого профиля за границей (в Германии и Швеции). После возвращения занимался расчетами и проектированием, а также руководил изготовлением и монтажом первых русских электродвигателей для строящихся линейных кораблей и подводных лодок военного флота. В электрических установках, разработанных для линейных кораблей «Петропавловск» и «Севастополь», В. П. Никитин впервые применил рассчитанные и спроектированные им трехфазные асинхронные электродвигатели, положив начало применению переменного тока в судовых устройствах. В 1914—1918 гг. разработал метод безреостатного пуска мощных электродвигателей. Революция 1917 г. на время прервала его работу по специальности.
С мая 1918 г. по июль 1919 г. В. П. Никитин работал инженером в Управлении ирригационными работами в Туркестане — «Иртур». 11 августа 1919 года проект «Иртур» был упразднён.
В августе 1919 г. Екатеринославский Губернский совет народного хозяйства (Губсовнархоз) пригласил В. П. Никитина на национализированный электромеханический завод «РЭДА», где в период 1919—1921 гг. он работал сначала начальником технического отдела, а затем — управляющим и главным инженером завода. На заводе под руководством Никитина было организовано проектирование и производство первых образцов отечественного электрооборудования для угольной и металлургической промышленности, в частности, новых типов электронасосов для откачки угольных шахт.

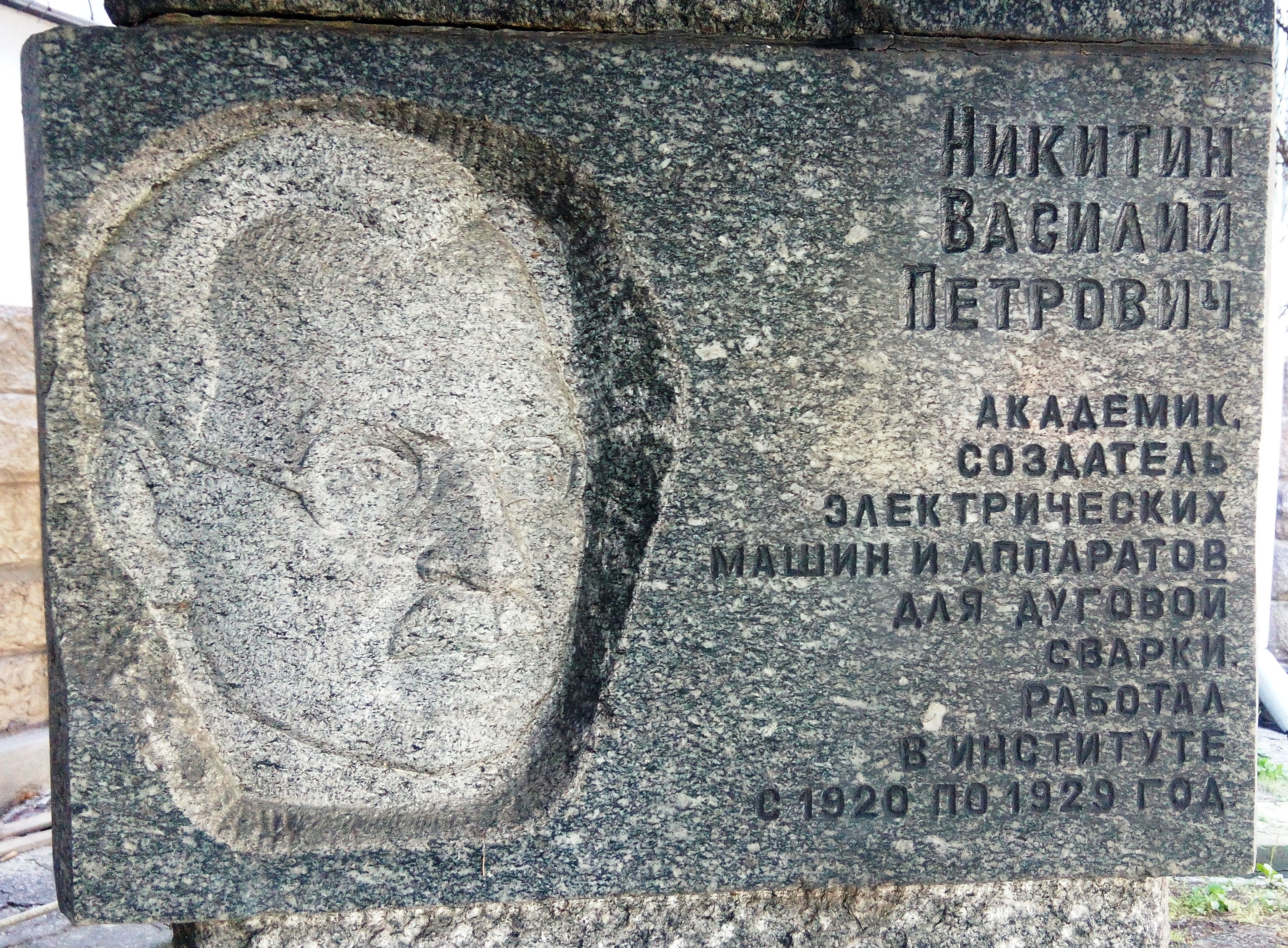
Барельеф Никитину В. П. перед центральным корпусом НТУ «Днепровская политехника»

С 1919 г. началась педагогическая деятельность В. П. Никитина по подготовке инженеров-электриков для угольной и металлургической промышленности в Екатеринославском Горном институте. В этот же период времени В. П. Никитин был консультантом по электромеханическому оборудованию (1919—1924 гг.) в Харьковской и Екатеринославской конторах производственного объединения по разведке и разработке нефтяных и газовых месторождений в Азербайджанской ССР (Азнефть).
В 1924—1926 гг. В. П. Никитин был назначен техническим руководителем восстанавливаемого в Ленинграде завода «Электрик». В это время он заинтересовался перспективным технологическим методом — сваркой.
В середине 1920-х гг. В. П. Никитин сформулировал комплекс научно-технических проблем теории электрических машин и аппаратов для дуговой сварки, которые в дальнейшем нашли решение в его исследованиях, способствовавших развитию новой отрасли промышленности — электросварочного машиностроения и положивших начало широкому применению сварки в народном хозяйстве.
В 1926—1929 гг., будучи профессором Екатеринославского Горного института, Никитин В. П. одновременно состоял консультантом по организации сварочного производства на многих предприятиях Украины и России: на Екатеринославской железной дороге, где при его участии были оборудованы два электросварочных цеха, а им спроектированы и построены электросварочные машины; на заводе имени Артема в Нижнеднепровске был оборудован электросварочный цех по сварке труб, трубопроводов, котлов; на заводах имени Петровского и Ленина в Днепропетровске также были созданы электросварочные цеха.
В 1929 г. В. П. Никитина пригласили на работу в Москву в Научно-исследовательский институт (НИИ) Наркомата путей сообщения (НКПС), где он организовал и возглавлял до 1934 г. электросварочную лабораторию. После переезда в столицу, В. П. Никитин оставил работу в Днепропетровском Горном институте и начал преподавательскую деятельность в качестве профессора и заведующего кафедры общей и специальной электротехники факультета черных металлов Московской горной академии (1929—1932 гг.) (в 1930 на базе факультета чёрной металлургии академии был создан Московский институт стали).
В 1929—1930 гг. В. П. Никитин стал одним из инициаторов создания первых в СССР учебных заведений по сварочной специальности — Московского автогено-сварочного комбината, состоящего из рабфака, техникума и института, где он работал до 1933 г. заместителем директора по научно-учебной части комбината и заведующим кафедрой «Электротехника».
В 1933 г. в рамках реорганизации сети высших учебных заведений СССР Московский автогено-сварочный институт вошел на правах сварочного факультета в состав Московского механико-машиностроительного института (МММИ) имени Н. Э. Баумана. В июне 1933 г. по Всесоюзному конкурсу В. П. Никитин был утвержден профессором и зав. кафедрой «Электротехника и электрооборудование» (1933—1937) и одновременно в 1934—1938 гг. он был деканом сварочного факультета МММИ. Одновременного с этим в 1934 г. В. П. Никитин был утвержден профессором по кафедре электромашин в Московском Энергетическом институте, где он впервые стал читать курс по электротермической специализации.
В 1937 г. В. П. Никитин защитил в МММИ докторскую диссертацию на тему «Основы теории сварочных генераторов». 1 февраля 1938 г. В. П. Никитин, в тяжелое для института время, после ареста предыдущего руководителя и ряда преподавателей, становится директором МММИ.
28 января 1939 г. В. П. Никитин был избран в действительные члены (академиком) Академии наук СССР по Отделению технических наук, специализация — электротехника. С 1939 по 1942 гг. он являлся академиком-секретарем Отделения технических наук. В Академии наук он организовал и возглавлял работу Секции электросварки и электротермии (председателем которой он был с 1941 по 1953 гг.). С 1947 г. был членом Президиума АН СССР, в 1951—1954 гг. — председателем Совета филиалов и баз АН СССР.
В 1939 г. Советом Народных Комиссаров СССР В. П. Никитин был назначен членом Госплана СССР, в 1941—1943 гг. — заместителем председателя Госплана СССР, в 1943—1947 гг. — председателем Совета научно-технической экспертизы.
Большая занятость на ответственных постах вынудила его 15 июля 1939 г. уйти с должности директора МММИ; при этом В. П. Никитин оставался профессором и заведующим кафедрой до 1956 г.
В. П. Никитин принадлежит к редкому типу ученых, сочетавших в себе качества теоретика, разработчика, организатора производства и педагога.
В. П. Никитин являлся создателем теории электрических машин и аппаратов для дуговой электросварки. Под его руководством были разработаны типовые сварочные трансформаторы, благодаря его инициативе в стране было создано электросварочное машиностроение, и сварка повсеместно была внедрена в промышленность.
В. П. Никитин был редактором журналов «Известия АН СССР, отделение технических наук» (1939—1943), «Вестник инженеров и техников». В. П. Никитин в 1939—1942 гг. был председателем Всесоюзного совета научно-технических обществ, с 1931 г. — членом Всесоюзного научно-технического общества сварщиков. В 1951 г. Никитин был избран почетным членом Академии наук Туркменской ССР. В 1939—1947 гг. избирался депутатом Моссовета.
Семья: жена Ирина Петровна Никитина (рожденная Дубровская) — инженер-механик, кандидат технических наук.
Василий Петрович Никитин умер 16 марта 1956 г. в Москве. Похоронен на Новодевичьем кладбище.

## Работы по электросварке
Наряду с научными исследованиями В. П. Никитин внес решающий вклад в практическое внедрение их результатов, что привело к созданию в СССР новой отрасли промышленности — электросварочного машиностроения. На заводе «Электрик» под его руководством были спроектированы и построены первые образцы электрических машин для дуговой электросварки и разработан новый тип сварочного трансформатора.
Ряд работ В. П. Никитина посвящён вольтовой дуге, применяемой для сварки. Несмотря на то, что явление вольтовой дуги было открыто русским ученым В. Петровым ещё в 1802 году, теоретических работ по изучению вольтовой дуги до В. П. Никитина было мало, именно он решил задачу устойчивости горения дуги в условиях сварки, что позволило сформулировать требования к сварочному электрооборудованию. Большое значение имел также труд «Теория генераторов поперечного поля», благодаря которому под руководством В. П. Никитина в середине 20-х двадцатого века на базе генератора Кремера был разработан и внедрён первый отечественный сварочный генератор типа СМ-1.
В 1924 г. (по некоторым данным в 1925 г.) предложена система аппаратов для дуговой сварки, представляющая собой объединение трансформатора с дросселем в единое целое. На основании этой системы был разработан ряд источников питания для дуговой сварки с обозначением СТН (Сварочный трансформатор Никитина).
В дальнейшем были спроектированы сварочные цеха на крупнейших предприятиях юга СССР (заводы им. Ленина, им. Петровского и им. Артема в Днепропетровске и др.), где при помощи сварки было налажено машиностроительное производство, а также восстановление и ремонт оборудования для всего южного промышленного региона. В 1929 г. В. П. Никитин организовал сварочную лабораторию в Научно-исследовательский институт (НИИ) Наркомата путей сообщения (НКПС), которой руководил до 1934 г. За период научно-исследовательской работы в Сварочной лаборатории НИИ НКПС под редакцией Никитина вышло десять сборников трудов по организации метода сварки. Среди решенных им впервые проблем — теория электрической дуги в условиях сварки, теория электрических машин и аппаратов для дуговой сварки, исследования физики и техники соединения металлов. Впоследствии научные результаты, полученные при разработке и исследовании электросварочных машин, были использованы для развития теории переходных процессов и устойчивости работы различного рода электроприводов.
Под руководством В. П. Никитина был разработан трансформатор «СТАН».

## Научно-педагогическая деятельность
Значительный вклад внёс В. П. Никитин в организацию подготовки специалистов по сварочному производству. Научно-педагогическая деятельность его началась ещё в 1919 г. в Днепропетровском (Екатеринославском) горном институте. В этом институте, сначала в качестве доцента (с 1921 г. по осень 1925 г.), а затем профессора и заведующего кафедрой «Электромеханики и применения электротехники в заводском деле» (с осени 1925 г. до 1929 г.) В. П. Никитин руководил подготовкой инженеров-электриков для угольной и металлургической промышленности. Для его педагогической деятельности характерной была тесная связь преподавания с реальным производством. Ещё в начале 20-х гг. В. П. Никитин ввел в практику подготовки кадров так называемое реальное проектирование, о необходимости которого при обучении инженеров говорят до сих пор.
В 1929 г. В. П. Никитин стал одним из инициаторов создания первых в СССР учебных заведений по сварочной специальности — Московского автогено-сварочного института и Московского сварочного техникума. В Московском автогено-сварочном институте он бессменно работал до 1933 г. заместителем директора по научно-учебной части и заведующим кафедрой «Электротехника».
В 1933 г. в рамках реорганизации сети втузов СССР Московский автогено-сварочный институт вошел на правах сварочного факультета в состав Московского механико-машиностроительного института (МММИ) имени Баумана (до 1930 и после 1943 гг. — Московское высшее техническое училище имени Баумана). С момента организации по 1938 г. В. П. Никитин становится деканом сварочного факультета МММИ. С 1933 г. одновременно возглавлял кафедру «Электротехника и электрооборудование». В 1938 г. факультет сварочного производства был реорганизован и В. П. Никитин возглавил общеинститутскую кафедру «Электротехника и электрооборудование», которой руководил до 1956 г.

## Основные работы
- Свойства вольтовой дуги в применении к электрической сварке металлов, обусловливающие свойства источника тока, питающего дугу // Электричество. 1928. № 9-10;
- Электрические машины и трансформаторы для дуговой сварки. Основы теории, 2 изд. М.-Л.: ОНТИ, 1937;
- Устойчивость работы источников питания электрической дуги в условиях сварки // Известия АН СССР. Отделение технических наук. 1947. № 10;
- Русское изобретение — электрическая дуговая сварка. М., 1952;
- Основы теории трансформаторов и генераторов для дуговой сварки. Изд. АН СССР, 1956.

## Награды
- орден Ленина (10.06.1945)
- орден Трудового Красного Знамени (1941)
- медали
- Заслуженный деятель науки РСФСР (19.02.1948)